# François Dermaut
 (décembre 2018).
François Dermaut est un dessinateur français de bande dessinée né le 9 novembre 1949 à Roubaix et mort le 19 mars 2020 à Craon.

## Biographie
François Dermaut étudie le dessin à l'Institut Saint-Luc de Tournai. Il commence sa carrière aux éditions Aredit-Artima comme raccordeur. En 1971, il s'installe à Paris, où, après un contact infructueux avec Bayard Presse, il occupe divers emplois notamment dans la publicité. Sa carrière de dessinateur de bande dessinée débute lorsqu'il se voit offrir un emploi par Fleurus pour sa publication Djin. C'est à cette époque qu'il rencontre des auteurs de bande dessinée historique : Joëlle Savey, François Bourgeon, André Juillard… Il publie par la suite son travail dans divers magazines (Triolo, Formule 1, Fripounet, Le Journal de Tintin, Okapi) avant de collaborer avec Daniel Bardet.
En 1982, il entame, aux éditions Glénat, une collaboration avec Daniel Bardet comme scénariste pour une série de bandes dessinées historique : Les chemins de Malefosse. En 2001, il effectue le pèlerinage de Saint-Jacques-de-Compostelle. Il raconte son voyage de 1 700 kilomètres en 2003 dans les Carnets de Saint-Jacques-de-Compostelle. En 2007, après 23 ans de collaboration, les deux auteurs se séparent. François Dermaut réalise alors à l'aquarelle le diptyque Malefosse, co-scénarisé avec Xavier Gelot, qui est un préquel des Chemins de Malefosse. Ces deux tomes, réalisés à l'aquarelle, retracent la rencontre entre Gunther et Pritz, les deux personnages principaux de la série. 
En mars 2015, le premier tome de Rosa paraît aux éditions Glénat. Outre le dessin, François Dermaut en réalise également le scénario sur base d'un récit de Bernard Ollivier. 
L'auteur travaille à l'aquarelle sèche, une technique qui lui demande 3 jours de travail pour la mise en couleurs d'une page.  

## Œuvres
- Carnets de Saint-Jacques-de-Compostelle, Glénat collection « Art et techniques bd », 2003
Scénario et dessin : François Dermaut

- Carnets d'une longue marche, Éditions Phébus, 2005
Scénario : Bernard Ollivier - Dessin : François Dermaut

### Documentation
- Henri Filippini, Les Chemins de Malefosse, Issy-les-Moulineaux : Glénat, coll. « Les Cahiers de la bande dessinée présentent », juin 2004.  (ISBN 2-7234-4754-5)
- Patrick Gaumer, « Dermaut, Francois », dans Dictionnaire mondial de la BD, Paris, Larousse, 2010 (ISBN 9782035843319), p. 246.
- Gilles Ratier, « François Dermaut, dessinateur historique… », sur BD Zoom, 29 avril 2014
- Fabienne Gérault et François Dermaut, « La vie sans cesse dessinée de François Dermaut », Ouest-France,‎ 7 juin 2015 (lire en ligne)
- Frédéric Bosser, « Sur les routes du paradis », dBD, no 143,‎ mai-juin 2020, p. 34-37.